# Ruben van Bommel
Ruben van Bommel (Meerssen, 3 de agosto de 2004) es un futbolista neerlandés que juega de delantero en el PSV Eindhoven de la Eredivisie.

## Trayectoria
Pasó por la academia del PSV Eindhoven antes de fichar por el MVV Maastricht en 2020.
Debutó en la Eerste Divisie el 8 de agosto de 2022 en el campo del Jong AZ, sustituyendo en la segunda parte a Koen Kostons. Su hermano Thomas van Bommel fue titular y jugaron juntos durante 20 minutos, hasta que Thomas fue sustituido al final de la segunda parte. En su primera aparición en el campo del Maastricht Stadion De Geusselt, una semana después de su debut profesional, marcó su primer gol como profesional en la victoria por 3-1 contra el NAC Breda. Recibió cierta notoriedad en septiembre de 2022 cuando fue uno de los dos jugadores, junto con Jaymillio Pinas en un partido entre MVV y FC Dordrecht que fueron amonestados por zambullirse con un minuto de diferencia. El 10 de febrero de 2023 marcó un doblete y dio una asistencia en la victoria por 5-1 en liga contra el TOP Oss. Su segundo gol fue un precioso recorte por encima del portero rival Thijs Jansen. Tras el partido declaró que tenía intención de ampliar su contrato con MVV.
El 1 de julio de 2023 firmó oficialmente un contrato de cuatro años con el AZ Alkmaar, acordando un compromiso con el club hasta 2027.
Tras dos años con el AZ Alkmaar, el jugador y el club llegaron a un acuerdo para su traspaso al PSV Eindhoven el 11 de julio de 2025.

## Selección nacional
Fue convocado para la selección sub-20 de los Países Bajos el 17 de marzo de 2023 por el seleccionador nacional Martijn Reuser. El 25 de marzo de 2023 debutó con la selección sub-20 en un amistoso contra Francia sub-20 (2-1).

## Estilo de juego
Siendo un extremo izquierdo, destaca por su aceleración, su habilidad y sus internadas en el área. Ha sido comparado con Ángel Di María por Hans Kraay Jr..

## Vida personal
Su padre es Mark van Bommel, y su hermano es Thomas van Bommel, mientras que su abuelo materno es Bert van Marwijk. Su padre jugó con los Países Bajos en la final de la Copa Mundial de Fútbol de 2010, en la que van Marwijk era el seleccionador.

## Estadísticas

### Clubes
Actualizado al último partido disputado el 24 de octubre de 2024.
| Club                          | Div.          | Temporada     | Liga  | Liga  | Liga   | Copas nacionales | Copas nacionales | Copas nacionales | Copas internacionales | Copas internacionales | Copas internacionales | Total | Total | Total  |
| Club                          | Div.          | Temporada     | Part. | Goles | Asist. | Part.            | Goles            | Asist.           | Part.                 | Goles                 | Asist.                | Part. | Goles | Asist. |
| ----------------------------- | ------------- | ------------- | ----- | ----- | ------ | ---------------- | ---------------- | ---------------- | --------------------- | --------------------- | --------------------- | ----- | ----- | ------ |
| MVV Maastricht · Países Bajos | 2.ª           | 2022-23       | 33    | 15    | 3      | 1                | 0                | 0                | —                     | —                     | —                     | 34    | 15    | 3      |
| MVV Maastricht · Países Bajos | Total club    | Total club    | 33    | 15    | 3      | 1                | 0                | 0                | 0                     | 0                     | 0                     | 34    | 15    | 3      |
| Jong AZ · Países Bajos        | 2.ª           | 2023-24       | 1     | 1     | 0      | —                | —                | —                | —                     | —                     | —                     | 1     | 1     | 0      |
| Jong AZ · Países Bajos        | 2.ª           | 2024-25       | 1     | 2     | 1      | —                | —                | —                | —                     | —                     | —                     | 1     | 2     | 1      |
| Jong AZ · Países Bajos        | Total club    | Total club    | 2     | 3     | 1      | 0                | 0                | 0                | 0                     | 0                     | 0                     | 2     | 3     | 1      |
| AZ Alkmaar · Países Bajos     | 1.ª           | 2023-24       | 29    | 6     | 1      | 3                | 1                | 0                | 8                     | 2                     | 1                     | 40    | 9     | 2      |
| AZ Alkmaar · Países Bajos     | 1.ª           | 2024-25       | 26    | 4     | 5      | 2                | 1                | 1                | 5                     | 3                     | 0                     | 33    | 8     | 6      |
| AZ Alkmaar · Países Bajos     | Total club    | Total club    | 55    | 10    | 6      | 5                | 2                | 1                | 13                    | 5                     | 1                     | 73    | 17    | 8      |
| PSV Eindhoven · Países Bajos  | 1.ª           | 2025-26       | 0     | 0     | 0      | 0                | 0                | 0                | 0                     | 0                     | 0                     | 0     | 0     | 0      |
| PSV Eindhoven · Países Bajos  | Total club    | Total club    | 0     | 0     | 0      | 0                | 0                | 0                | 0                     | 0                     | 0                     | 0     | 0     | 0      |
| Total carrera                 | Total carrera | Total carrera | 90    | 28    | 10     | 6                | 2                | 1                | 13                    | 5                     | 1                     | 109   | 35    | 12     |

## Palmarés

### Títulos nacionales
| Título                        | Club          | País         | Año  |
| ----------------------------- | ------------- | ------------ | ---- |
| Supercopa de los Países Bajos | PSV Eindhoven | Países Bajos | 2025 |